# Шебанов, Александр Филиппович
Александр Филиппович Шебанов (24 ноября 1922—29 октября 1977) — доктор юридических наук, профессор, главный редактор журнала «Советское государство и право». Участник Великой Отечественной войны.

## Биография
Родился в 1922 году в посёлке Каунчи. Когда началась Великая Отечественная война, командовал орудием на Ленинградском фронте. В 1943 году стал помощником командира взвода. В 1944 году поступил в Калининское военное училище технических войск. Получил звание младшего лейтенанта. Окончил Московский юридический институт, где также был аспирантом. В 1965 году защитил докторскую диссертацию. С 1961 по 1970 год был деканом юридического факультета и заведующим кафедрой теории государства и права в Университете дружбы народов. С 1972 по 1977 год был главным редактором журнала «Советское государство и право».
Автор около 200 научных работ, включая монографии, учебники, брошюры, учебные пособия и статьи. Около 30 его работ было издано на иностранных языках. Был участником законотворческих рабочих комиссиях при юридическом отделе Президиума Верховного Совета СССР по подготовке отдельных законопроектов. Принимал участие в международных конференциях по проблемам правовой науки.

## Основные работы
- «Нормы советского социалистического права» (1956);
- «Укрепление социалистической законности и задачи юридического образования» (1957);
- «Изучение международного права в высших учебных заведениях СССР» (1959);
- "Форма советского права" (1968).

## Награды
- Орден Трудового Красного Знамени;
- Орден «Знак Почета»;
- Медаль «За оборону Ленинграда»;
- Медаль «За победу над Германией в Великой Отечественной войне 1941—1945 гг.».